# Cairo-konferencen
Cairo-konferencen (med kodenavnet SEXTANT) 22. – 26. november 1943 blev afholdt i Cairo i Ægypten og handlede om de allieredes stilling overfor Japan under 2. Verdenskrig. Der blev truffet beslutninger om efterkrigstidens Asien. I mødet deltog præsident Franklin Roosevelt fra USA, premierminister Winston Churchill fra Storbritannien og generalissimo Chiang Kai-shek fra Republikken Kina. Stalin fra Sovjetunionen havde afslået at deltage i konferencen, da Chiang Kai-shek deltog og Stalins deltagelser derfor ville være en enorm provokation overfor Japan.
Stalin mødtes to dage senere med Roosevelt og Churchill i Teheran, Iran til Teheran-konferencen.
Cairo-erklæringen blev underskrevet den 27. november og udsendt i et Cairo kommunique på radioen den 1. december 1943, hvor af det fremgik, at det var de Allieredes hensigt at fortsætte med at indsætte militær magt indtil Japan overgav sig betingelsesløst. De tre hovedpunkter i Cairo-erklæringen var, at "Japan skal afgive alle de øer i Stillehavet, som det har erobret eller besat siden indledningen af 1. Verdenskrig i 1914", "alle de områder, som Japan har fravristet Kina, såsom Manchuriet, Formosa og Pescadorerne, skal leveres tilbage til Republikken Kina", samt at "efterfølgende skal Korea være frit og uafhængigt".

## Eksterne kilder
- United States Department of State Foreign relations of the United States diplomatic papers, The Conferences at Cairo and Tehran, 1943
- The Cairo Conference, 1943